# مایورا ایندا
مایورا ایندا (زبان اندونزیایی: Mayora Indah) یک شرکت مواد غذایی و آشامیدنی اندونزی است که در ۱۷ فوریه ۱۹۷۷ تأسیس شده‌است. این شرکت از طریق مارک کوپیکو به عنوان بزرگترین تولیدکننده آب نبات قهوه در جهان شناخته می‌شود. ۴ ژوئیه ۱۹۹۰. یونیتا برانیندو ۳۲٫۹۳٪ سهام را در اختیار دارد.